# Tulsi Gabbard
Tulsi Gabbard (Leloaloa, 12 aprile 1981) è una politica e militare statunitense, 8ª Direttrice dell'Intelligence Nazionale nella seconda presidenza di Donald Trump, dal 12 febbraio 2025 ed in precedenza membro della Camera dei Rappresentanti per lo stato delle Hawaii dal 2013 al 2021. In precedenza, Gabbard è stata ufficiale della riserva dell'esercito degli Stati Uniti d'America e ha appoggiato la campagna di Bernie Sanders per la nomination presidenziale democratica del 2016 e Joe Biden per quella del 2020 dopo aver tentato, senza successo, la corsa per lo stesso ruolo. Nell'ottobre 2022 ha lasciato il partito, citando le posizioni sulla politica estera e sulle questioni sociali tra i motivi per diventare una politica indipendente fino al 2024, anno in cui aderisce al Partito Repubblicano.
Da allora Gabbard ha assunto posizioni sempre più conservatrici su questioni come l'aborto, la politica estera, i diritti dei transgender e la sicurezza delle frontiere. Gabbard ha fatto campagna elettorale per diversi candidati repubblicani alle elezioni di metà mandato del 2022. È stata anche relatrice in primo piano alle Conservative Political Action Conferences (CPAC) del 2022 e del 2024.

## Biografia
Nata a Leloaloa, nella contea di Ma'opūtasi, sull'isola principale delle Samoa Americane, Tutuila, Gabbard è figlia del politico conservatore Mike Gabbard e di Carol Porter, quarta di cinque figli. Dopo essersi trasferita da piccola nelle Hawaii, Tulsi crebbe in un ambiente multiculturale: suo padre era un samoano cattolico, mentre la madre una europea-americana di religione induista, che diede nomi indù a tutti i suoi figli. Il nome di Tulsi deriva proprio dall'omonima pianta sacra per gli induisti, considerata come una manifestazione terrena della dea Tulsi. Da adolescente Tulsi praticò il surf, le arti marziali e lo yoga, scelse di professare la religione della madre e frequentò per due anni il liceo in un collegio femminile nelle Filippine.
Nei suoi primi anni Gabbard ha lavorato per un certo numero di organizzazioni tra cui Stand Up For America (SUFA), fondata da suo padre sulla scia degli attacchi dell'11 settembre, e The Alliance for Traditional Marriage and Values (lett. "Alleanza per il matrimonio e i valori tradizionali"), un comitato di azione politica contro il matrimonio egualitario in cui è stata coinvolta dal 1998 fino al 2004, fondato per approvare un emendamento che dava al legislatore dello stato delle Hawaii il potere di "riservare il matrimonio alle coppie di sesso opposto". Ha anche lavorato come educatrice per The Healthy Hawai'i Coalition (lett. "Coalizione Hawai'i sane"), che ha promosso la protezione dell'ambiente naturale delle Hawaii.
In seguito Gabbard si dedicò alla politica, scegliendo il partito opposto a quello del padre e divenendo una democratica. Alcuni anni dopo anche suo padre cambiò partito, continuando però ad avere posizioni conservatrici. Nel 2002 Gabbard venne eletta al parlamento delle Hawaii, ma vi rimase per un solo mandato poiché, arruolatasi nella Guardia Nazionale, prestò servizio nella guerra in Iraq.
Tornata in patria, diventò un'eccellente surfista e nel 2002 istruttrice di arti marziali; nel 2006 andò a lavorare per il senatore Daniel Akaka e nel 2009 si laureò in economia aziendale alla Hawai Pacific University. Dopo essersi diplomata nel 2007 all'Accademia militare dell'Alabama, nel 2009 tornò come militare nelle zone di guerra, particolarmente in Kuwait come ufficiale della polizia militare. Ritornata alle Hawai'i venne eletta al consiglio comunale di Honolulu dove rimase fino al 2012, quando si candidò alla Camera dei rappresentanti per il seggio vacato da Mazie Hirono. La Gabbard riuscì a sconfiggere avversari più noti di lei e divenne deputata. Fu la prima induista e, insieme a Tammy Duckworth, anche la prima donna veterana di guerra ad essere eletta al Congresso.

### Candidatura alle primarie democratiche 2020
Vice presidente del Comitato nazionale democratico dal 2013 al 2016, Tulsi Gabbard, che si configurava come democratica progressista, fu la prima donna "superdelegata" a sostenere Bernie Sanders durante le primarie del Partito Democratico del 2016. L'11 gennaio 2019 Tulsi Gabbard ha annunciato la sua campagna per ottenere la nomina del Partito Democratico per le elezioni presidenziali del 2020. La CNN ha descritto la sua posizione in politica estera come anti-interventista e la sua posizione economica come populista. Poche settimane più tardi la responsabile della campagna elettorale, Rania Batrice, e la società di consulenza, Revolution Messaging, hanno lasciato i rispettivi incarichi. 
Il 18 ottobre 2019 l'ex segretaria di Stato Hillary Clinton ha dichiarato che la Russia stava "preparando" una democratica femminile che avrebbe aiutato, facendo il terzo incomodo, il presidente Trump a vincere la rielezione con un effetto spoiler. I media hanno capito che Clinton si riferisse alla Gabbard, cosa che il portavoce della Clinton, Nick Merril, è sembrato poi confermare alla CNN; tuttavia, la Gabbard ha ripetutamente affermato di non avere intenzione di presentarsi come terza candidata nel 2020. Le osservazioni della Clinton sono state criticate da vari candidati democratici alle presidenziali (Andrew Yang, Marianne Williamson, Beto O'Rourke, Pete Buttigieg, John Delaney e Bernie Sanders), così come dal presidente Donald Trump e Nina Turner. Il 22 gennaio 2020 Gabbard ha intentato una causa per diffamazione contro la Clinton, chiedendo danni per un importo superiore a 50 milioni di dollari.

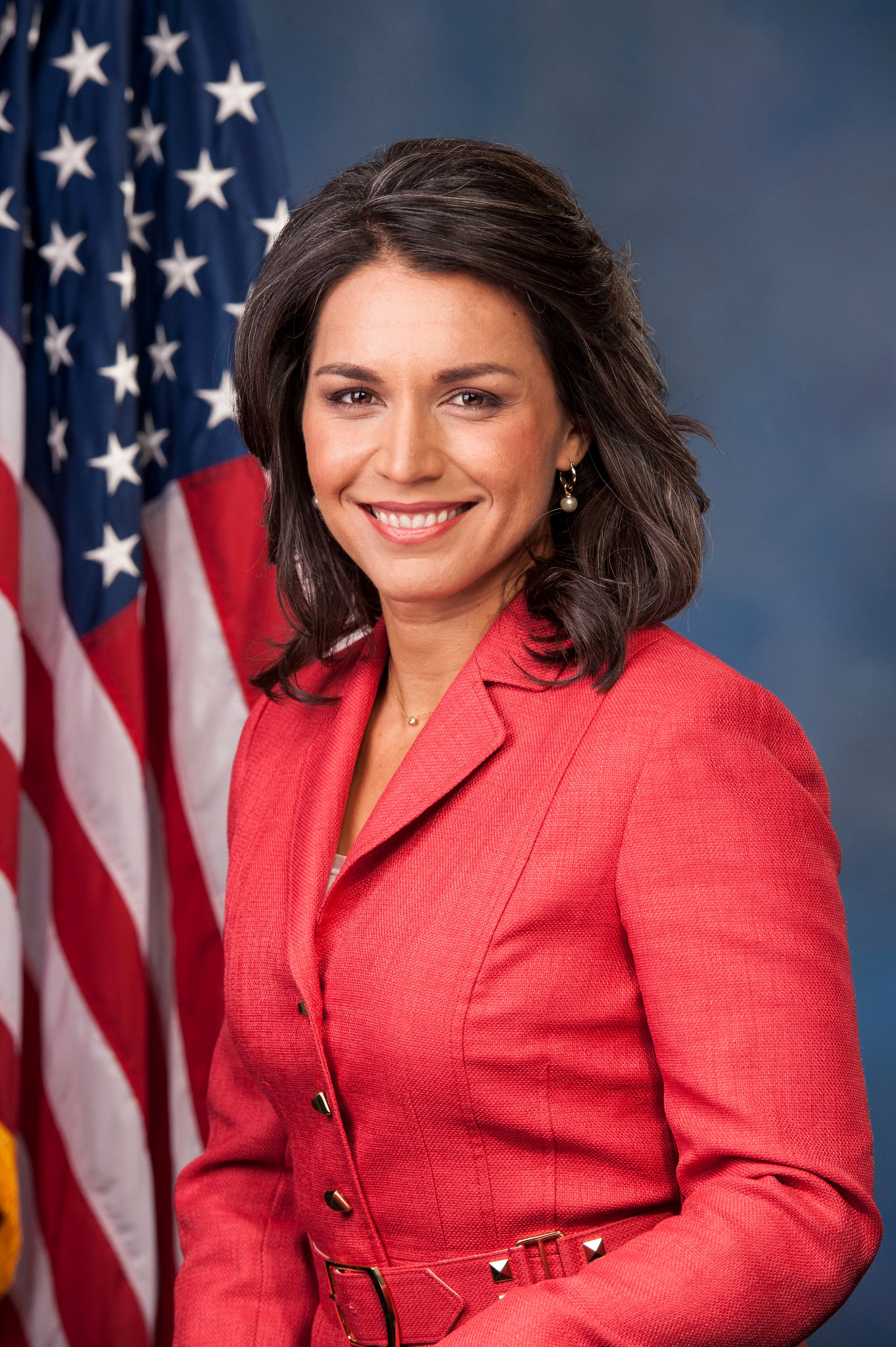
Tulsi Gabbard al 113º Congresso

Il 19 dicembre 2019 si è astenuta dalla votazione per la messa in stato di impeachment del Presidente Donald Trump. Il 19 marzo 2020 Gabbard ha abbandonato la corsa alle primarie democratiche del 2020, dando il suo appoggio a Joe Biden.

### Uscita dal Partito Democratico (2022)

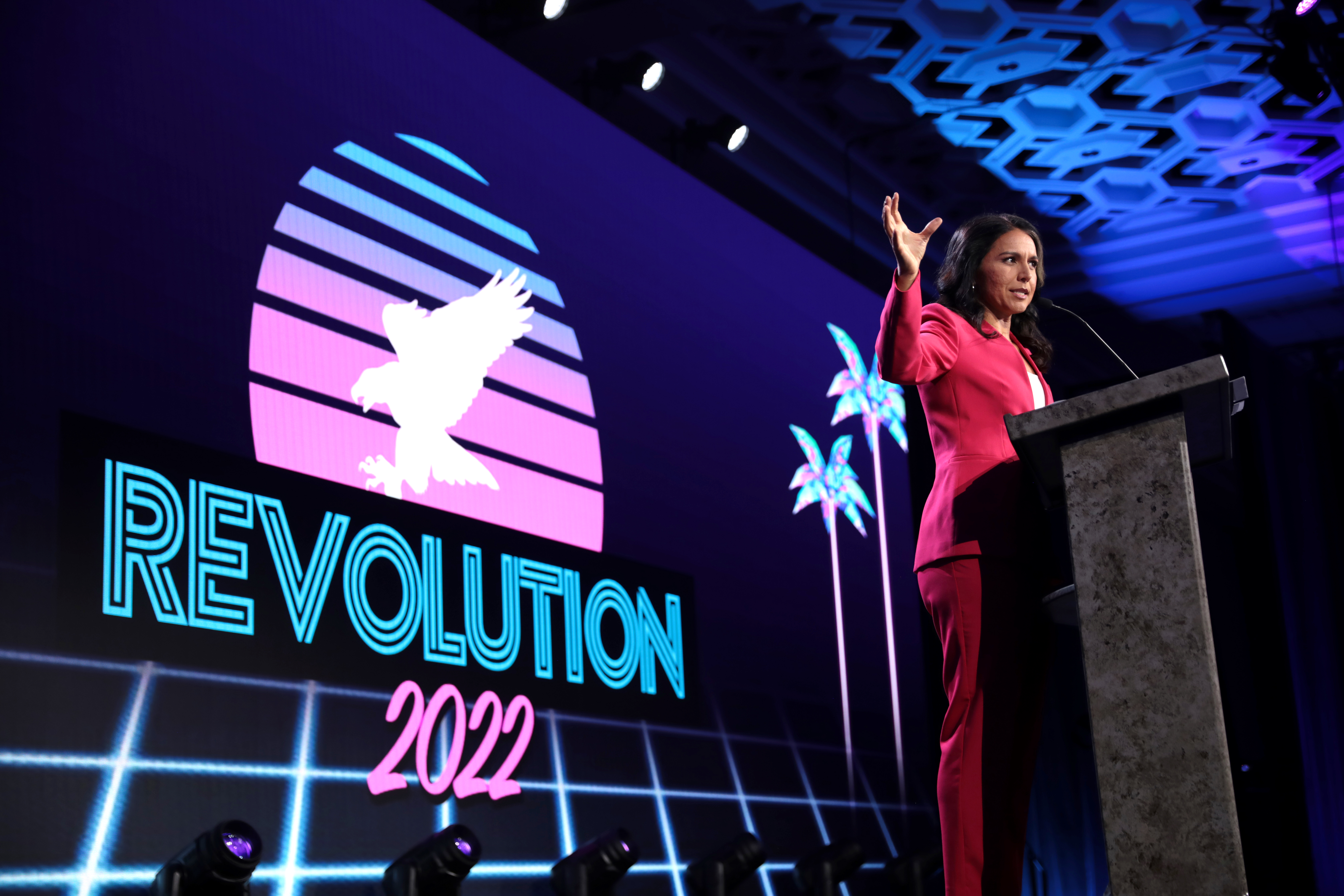
Tulsi Gabbard all'evento "Revolution 2022" dei Young Americans for Liberty (YAL) nell'agosto 2022

L'11 ottobre 2022 Gabbard ha annunciato su Twitter di voler lasciare il Partito Democratico, criticandone la leadership su temi come l'aborto, la politica estera, i diritti transgender, la sicurezza dei confini, le troppe guerre, e assumendo posizioni critiche nei confronti dell'appoggio USA ad Al Qaeda e all'ISIS in Siria rivelato da Snowden nei confronti del quale ha dimostrato apprezzamento. All'inizio è diventata una politica indipendente, quindi fatto campagna elettorale per diversi candidati repubblicani nelle elezioni di medio termine del 2022; è stata anche relatrice in primo piano alle Conservative Political Action Conferences (CPAC) del 2022 e del 2024 e nel 2024 ha appoggiato l'ex presidente Donald Trump per le elezioni presidenziali degli Stati Uniti del 2024.

### Adesione al Partito Repubblicano (2024)
Dopo l'ingresso di Trump nelle primarie presidenziali repubblicane del 2024, i commentatori hanno suggerito che Gabbard potrebbe essere considerata da Trump come potenziale candidata alla vicepresidenza, sollevando speculazioni. Durante un'intervista a Fox & Friends il 6 marzo, Gabbard ha risposto a chi le chiedeva della vicepresidenza: "Sarei onorata di servire il nostro paese in questo modo e di essere in grado di aiutare il presidente Trump". Nel marzo 2024, Gabbard è stata citata da Trump come una delle sue potenziali scelte per la sua compagna di corsa alla vicepresidenza. 
Il 26 agosto 2024, Gabbard ha appoggiato la candidatura per la rielezione di Trump durante un raduno della National Guard Association nel Michigan. Il giorno successivo, Gabbard è stata nominata co-presidente onorario della squadra di transizione presidenziale di Donald Trump, insieme a Robert F. Kennedy Jr., unendosi ai figli dell'ex presidente e al candidato repubblicano alla vicepresidenza J. D. Vance. Il 22 ottobre 2024, mentre parlava a un comizio di Trump a Greensboro, nella Carolina del Nord, Gabbard ha annunciato che si sarebbe unita al Partito Repubblicano.

### Nomina a direttrice dell'Intelligence Nazionale (2024)
Il 13 novembre 2024, il presidente eletto Donald Trump ha annunciato di aver scelto Gabbard come direttrice dell'Intelligence nazionale nel suo secondo mandato, citando i suoi due decenni di esperienza nell'esercito con la Riserva dell'esercito degli Stati Uniti e la Guardia nazionale dell'esercito delle Hawaii, affermando inoltre che Gabbard avrebbe portato "uno spirito senza paura" alle agenzie di intelligence e avrebbe assicurato "la pace attraverso la forza". Il 12 febbraio 2025, è stata confermata dal Senato con 52 sì e 48 no, giurando lo stesso giorno assume la carica.

## Vita privata

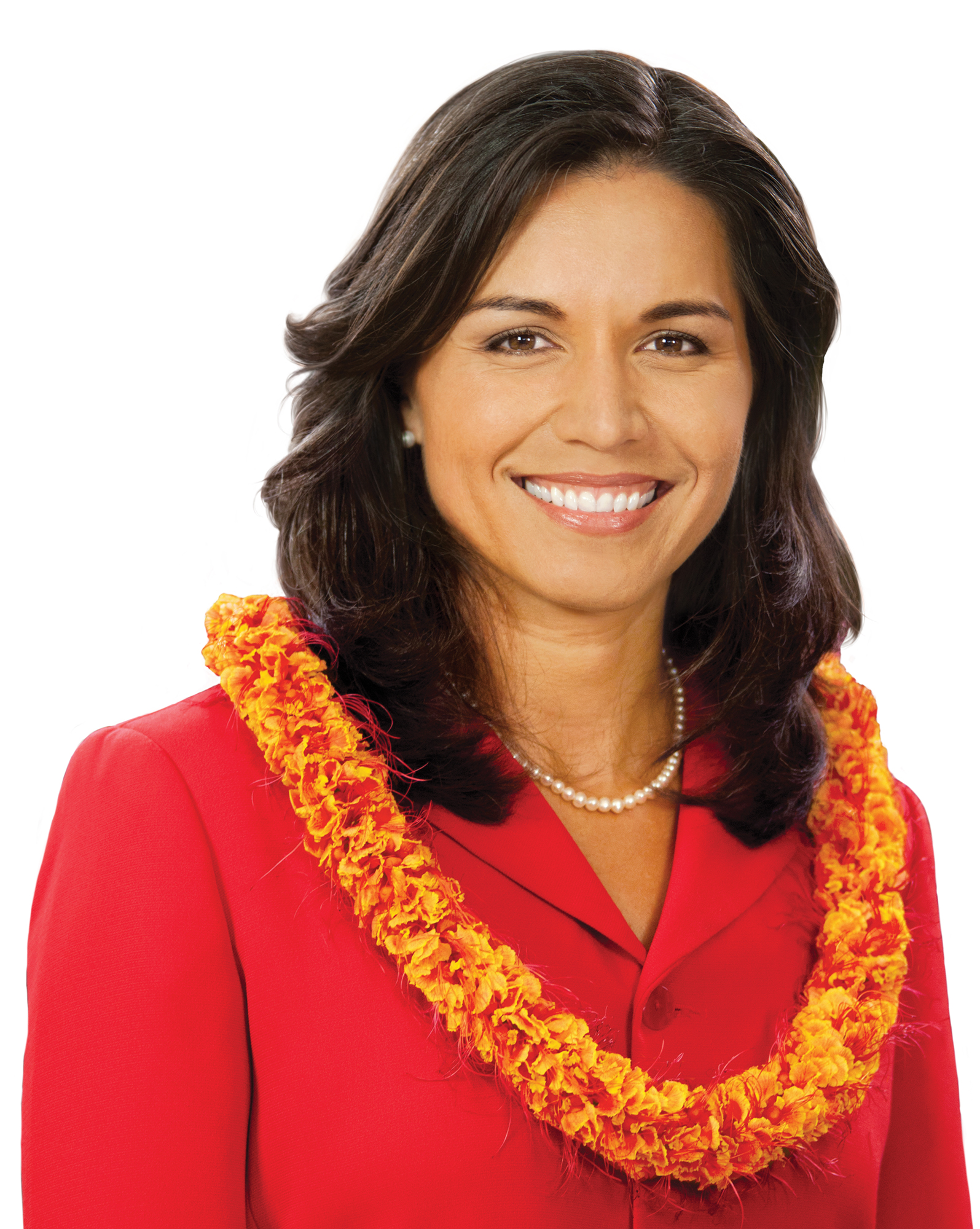
Tulsi Gabbard nel 2012, raffigurata con indosso un lei, la tradizionale cravatta comune tra le culture hawaiane e altre culture polinesiane

All'età di 21 anni, nel 2002, la Gabbard ha sposato Eduardo Tamayo. È stata schierata in Iraq dal 2004 al 2005, prestando servizio con la Guardia Nazionale. Gabbard ha divorziato nel 2006, citando "lo stress che la guerra pone sui coniugi e sulle famiglie dei militari" come motivo del divorzio. Durante quel matrimonio aveva aggiunto il cognome del marito al proprio ed era nota come Tulsi Gabbard-Tamayo. Nel 2015 si è risposata con Abraham Williams, direttore della fotografia free lance, un indù di origini europee e samoane e figlio del suo responsabile dell'ufficio di Honolulu, in un tradizionale matrimonio indù vedico. Durante il podcast di Meghan McCain nel 2024, Gabbard ha menzionato che lei e Williams avevano cercato di creare una famiglia e si erano sottoposti a diverse procedure di fecondazione in vitro (IVF), senza successo.
Dice di essere vegetariana, anche se alcune fonti la indicano come vegana, e aderisce a Science of Identity Foundation (SIF), un gruppo di derivazione induista, nel filone conservatore del Viṣṇuismo gauḍīya, ispirato da Caitanya Mahaprabhu nel XVI secolo. Secondo Gabbard, è cresciuta con i valori indù. Segue la tradizione Vaishnava della fede indù e apprezza come sua guida spirituale la Bhagavad Gita. Si è anche descritta come una Karma Yogi (Yogi orientata all'azione). Ha prestato giuramento nel 2013 con la sua copia personale della Bhagavad Gita.
Gabbard ha vissuto alle Hawaii per la maggior parte della sua prima infanzia. Dopo essersi trasferita a Washington, D.C., Gabbard visse dall'altra parte del fiume Anacostia con sua sorella, Vrindavan, un maresciallo degli Stati Uniti. Ha lavorato a diversi sforzi per i veterani militari e ha anche notato di essere stata ispirata dal presidente John F. Kennedy. Tra le altre attività a Washington, Gabbard ha partecipato alla celebrazione del Diwali, la festa indù delle luci, insieme a membri della comunità indù-americana. Nel 2016, ha sostenuto la campagna degli indù-americani per un francobollo commemorativo del Diwali negli Stati Uniti, osservando che il festival del Diwali onora valori come la rettitudine "che trascendono le diverse religioni e background".
Gabbard è stata anche presentatrice al festival virtuale di iHeartRadio Honolulu, Island Music Awards 2020. Essendo cresciuta alle Hawaii, Gabbard ha notato il suo apprezzamento per tutta la vita per la cultura hawaiana e il suo spirito Aloha, che si riferisce ampiamente a valori come la pace, la compassione e la piacevolezza. Spesso saluta gli altri con il saluto Aloha, descrivendolo come "Vengo da voi con rispetto e con amore".

## Posizioni politiche
Dal termine del suo mandato al Congresso, Gabbard ha assunto posizioni più conservatrici su questioni come legislazione sull'aborto, politica estera, diritti LGBT e sicurezza delle frontiere. Ha partecipato alla Conservative Political Action Conference del 2022 e 2024.

### Crimine e diritti
Sostiene la legalizzazione della cannabis per uso ricreativo a livello di legislazione federale e, dopo essersi opposta in passato alle unioni civili e ai matrimoni omosessuali, già nel 2012 ha detto che le sue opinioni erano cambiate e ha chiesto scusa per le sue precedenti posizioni.
Nel 2020 al 116º Congresso degli Stati Uniti d'America ha promosso un disegno di legge sulla protezione dei whistleblower coraggiosi, il Protect Brave Whistleblowers Act of 2020. Questo disegno di legge amplia le protezioni per gli informatori, includendo modifiche agli elementi di determinati reati legati allo spionaggio, l'ampliamento delle entità e degli individui che possono ricevere divulgazioni contenenti informazioni classificate e la previsione di una difesa favorevole per determinati comportamenti.

### Politica estera
Gabbard è una assidua critica della politica estera statunitense, specialmente per quanto riguarda Iraq, Siria e Libia. In generale, sostiene una posizione non interventista nei confronti degli affari esteri, opponendosi, ad esempio, alla rimozione dal potere del presidente siriano Bashar al-Assad da lei incontrato nel 2017.

### Assistenza sanitaria
Sostiene l'assistenza sanitaria universale e crede che si deve "lottare per assicurarci che ogni singolo americano riceva l'assistenza sanitaria di cui ha bisogno". Ha sponsorizzato una proposta di legge che creerebbe un "sistema governativo per la salute e la cura di tutti i residenti degli Stati Uniti", in parte pagato dalle tasse sulle maggiori transazioni finanziarie. Ha anche chiesto di autorizzare il governo a negoziare con le società farmaceutiche per abbassare i prezzi dei farmaci da prescrizione.

### Istruzione
Chiede l'accesso alla formazione universitaria gratuita per tutti gli americani e i college quadriennali gratuiti per gli studenti con un reddito familiare annuale inferiore a 125000 $ (il finanziamento arriva in parte da una nuova tassa sulle transazioni finanziarie).